# Saint-Nicolas-de-Macherin
Saint-Nicolas-de-Macherin ist eine französische Gemeinde mit 944 Einwohnern (Stand: 1. Januar 2022) im Département Isère in der Region Auvergne-Rhône-Alpes. Die Gemeinde liegt im Arrondissement Grenoble und gehört zum Kanton Voiron.

## Geographie
Saint-Nicolas-de-Macherin liegt etwa 24 Kilometer nordnordwestlich von Grenoble. Umgeben wird Saint-Nicolas-de-Macherin von den Nachbargemeinden Massieu im Norden, Merlas im Nordosten, Saint-Aupre im Osten, Saint-Étienne-de-Crossey im Süden und Südosten, Voiron im Westen und Südwesten sowie Chirens im Nordwesten.

## Bevölkerungsentwicklung
| Jahr                       | 1962 | 1968 | 1975 | 1982 | 1990 | 1999 | 2006 | 2013 |
| -------------------------- | ---- | ---- | ---- | ---- | ---- | ---- | ---- | ---- |
| Einwohner                  | 384  | 380  | 389  | 518  | 615  | 782  | 863  | 873  |
| Quellen: Cassini und INSEE |      |      |      |      |      |      |      |      |

## Sehenswürdigkeiten
- Kirche Saint-Nicolas aus dem 19. Jahrhundert
- Schloss Hautefort mit Kapelle aus dem 15. Jahrhundert, im 17. Jahrhundert umgebaut. Eine erste Burg der Herren von Clermont entstand bereits um 1100 oberhalb des heutigen Schlosses auf einem Hügel. Die Clermont blieben im Besitz der Herrschaft bis 1537. An der Stelle des heutigen Schlosses gab es bereits im Mittelalter ein Festes Haus. 1537 erwarb Claude de Bellièvre die Herrschaft; er und sein Sohn waren Präsidenten des Parlement des Dauphiné. Pierre de Gumin erwarb die Herrschaft Anfang des 17. Jahrhunderts. Durch eine Heirat von 1669 kam der Besitz an die Familie de Meffray, die das Feste Haus zu einem Barockschloss erweiterte. Wiederum durch Heirat kam es an die Familie de Chanay; 1893 erwarb es die Familie de Morand de Jouffrey, die es 1982 verkaufte. Das Schloss wurde umgebaut und in Wohnungen aufgeteilt.

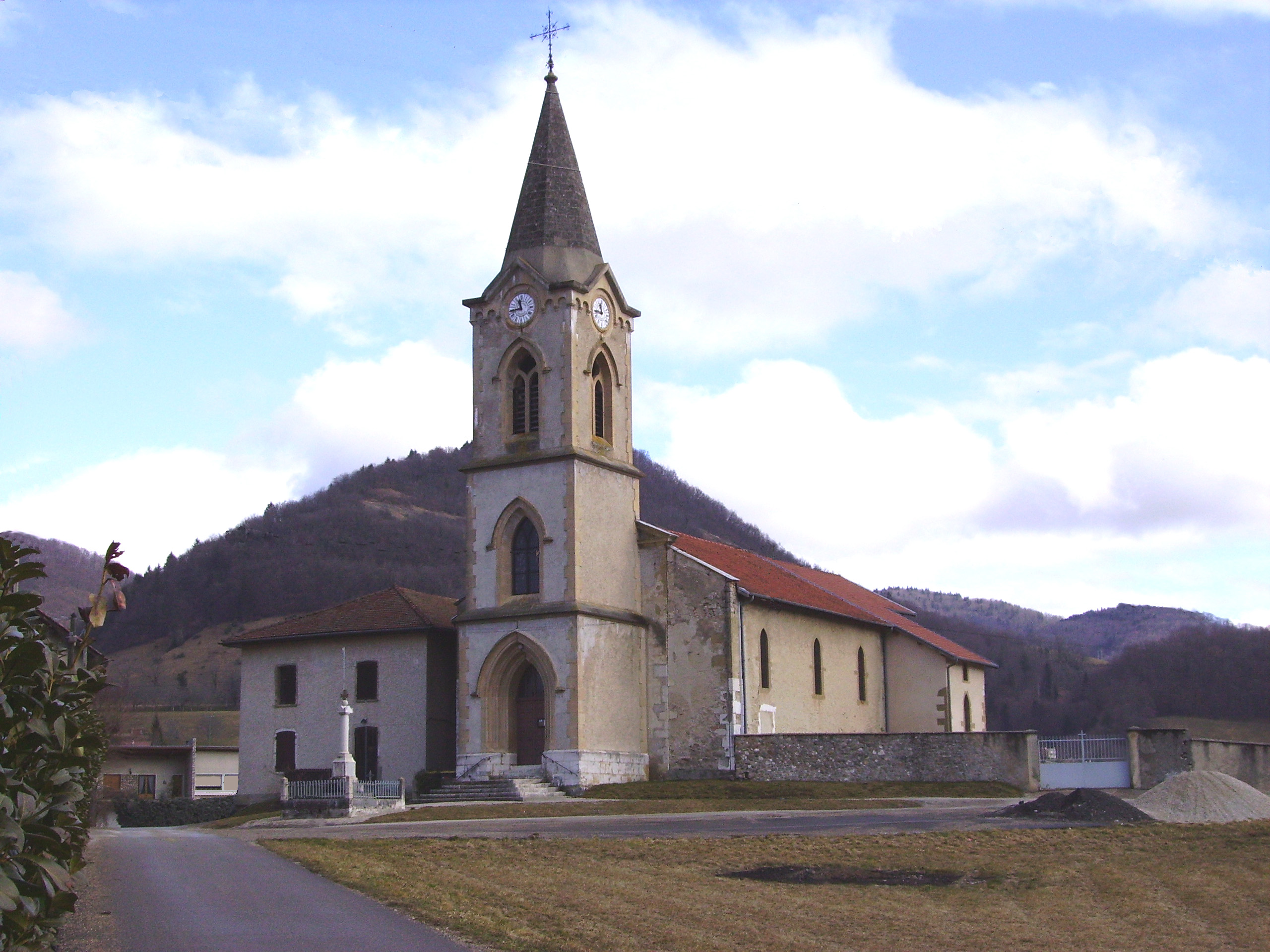
Kirche Saint-Nicolas
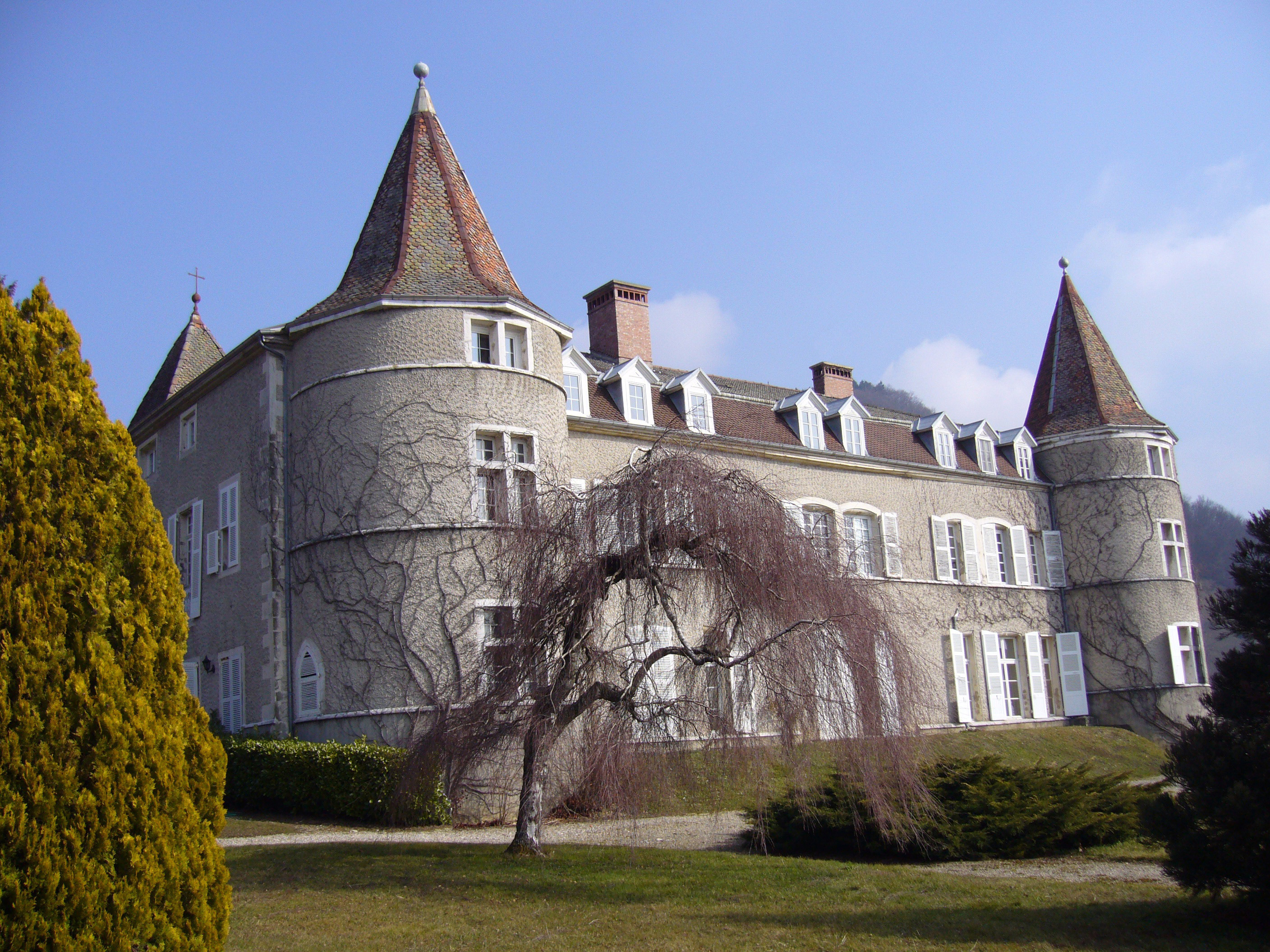
Schloss Hautefort